# Рождественское благочиние
Рождественское благочиние (Рождественский благочиннический округ) — благочиние Московской епархии Русской православной церкви, объединяющее храмы и приходы в районах Восточное Измайлово, Измайлово, Перово, Ивановское, Новогиреево, Вешняки, Новокосино и Косино-Ухтомский Восточного административного округа города Москвы.
Благочиние входит в состав Восточного викариатства, расположенного в границах Восточного административного округа Москвы. 
Благочиние образовано в мае 2012 года разделением Преображенского благочиния на два новых благочиния: Рождественское и Воскресенское. Благочинным Рождественского благочиния остался протоиерей Леонид Ролдугин, настоятель храма Рождества Христова в Измайлово, благочинным Воскресенского благочиния был назначен протоиерей Александр Дасаев, настоятель храма Воскресения Христова в Сокольниках.

## Храмы благочиния
| Название                                                                                        | Период возведения | Краткое описание | Изображение                                                 | Адрес                                                            | Ссылки               |
| ----------------------------------------------------------------------------------------------- | ----------------- | --- | ----------------------------------------------------------- | ---------------------------------------------------------------- | -------------------- |
| Храм Казанской (Песчанской) иконы Божией Матери в Измайлове                                     | 2014—2022         | Возводимый с 2014 года храм в стиле московской архитектуры XVII века. Престолы: - Казанской иконы Божией Матери - Иоасафа Белгородского | Храм Казанской (Песчанской) иконы Божией Матери в Измайлове | 9-я Парковая улица, 4а 55°47′22″ с. ш. 37°48′07″ в. д.           | [ 2 ]                |
| Храм Покрова Богородицы в Измайлове                                                             | 1671—1679         | Трёхнефное монументальное сооружение из кирпича с отдельными белокаменными деталями увенчано пятью главами, диаметр центральной главы 8,5 м. Снаружи храм украшен выдающимися разноцветными изразцами (мастер Степан Полубес, узор «павлинье око», а также разнообразный растительный орнамент). Внутри храм четырёхстолпный; оригинальный интерьер утрачен. · Престолы: - Покрова Пресвятой Богородицы - Михаила князя Черниговского и боярина его Феодора Объект культурного наследия № 7710062002 · |                                                             | Серебряный остров, д. 1, стр. 1. 55°47′29″ с. ш. 37°45′54″ в. д. | [ 6 ] [ 7 ] [ 8 ]    |
| Храм Рождества Иоанна Предтечи в Ивановском                                                     | 1801              | Престолы: - Рождества Святого Иоанна Предтечи - Великомученика Георгия Победоносца - Святителя Василия Великого Объект культурного наследия № 7710813003 · |                                                             | Улица Сталеваров, 6 55°46′08″ с. ш. 37°50′21″ в. д.              | [ 11 ] [ 12 ]        |
| Храм Рождества Христова в Измайлове                                                             | 1676—1678 1665    | Построен артелью костромских зодчих на месте временной деревянной церкви. Имеет три яруса кокошников и пять глав. В конце XVII века пристроена двустолпная палата — трапезная часть храма, а в начале XVIII века барочная колокольня и паперть. Три иконостаса храма также созданы костромским мастером (Сергий Рожков) в 1678 году. В 1735 году по распоряжению Анны Иоанновны иконы поновлены (цеховым иконописцем Ф. Пискулиным), а в середине XIX века иконостасы и киоты украшены резьбой. · Престолы: - Рождества Христова - Казанской иконы Божией Матери - Святителя Николая Объект культурного наследия № 7710263000 · |                                                             | Измайловский проезд, 28 55°48′03″ с. ш. 37°46′10″ в. д.          | [ 14 ] [ 15 ] [ 13 ] |
| Храм святителя Николая (Центр имени Пирогова)                                                   | 2004—2005         | |                                                             |                                                                  |                      |
| Церковь Спаса Всемилостивого в Кускове                                                          |                   | Престолы: - Спаса Всемилостивого (Происхождения Частных древ Животворящего Креста Господня) |                                                             |                                                                  |                      |
| Храм Троицы Живоначальной при Детской городской клинической больнице Святого Владимира          |                   | |                                                             |                                                                  |                      |
| Церковь Успения Пресвятой Богородицы в Вешняках                                                 |                   | Престолы: - Успения Пресвятой Богородицы - Воскресения Словущего - Преподобного Сергия Радонежского - Пророка Илии - Мученицы Татианы Объект культурного наследия № 7710966019 · |                                                             | Улица Юности, 17                                                 | [ 17 ]               |
| Храм Всех Святых в земле Российской просиявших в Ново-Косине                                    |                   | Престолы: - Всех святых в земле Российской просиявших |                                                             |                                                                  |                      |
| Храм иконы Божией Матери «Знамение» в Перове                                                    |                   | Престолы: - Иконы Божией Матери «Знамение» |                                                             |                                                                  |                      |
| Храм Смоленской иконы Божией Матери при Коронационном убежище                                   |                   | |                                                             |                                                                  |                      |
| Храм Спаса Нерукотворного Образа в Гирееве                                                      |                   | Престолы: - Спаса Нерукотворного Образа |                                                             |                                                                  |                      |
| Храмы Святителя Николая, Успения Богородицы и Святителя Тихона, Патриарха Московского, в Косине |                   | Престолы: - Успения Пресвятой Богородицы - Святителя Николая - Святителя Тихона, Патриарха Всероссийского - Троицы Живоначальной - Апостолов Петра и Павла |                                                             |                                                                  |                      |

## Канцелярия благочиния
Москва, храм Казанской (Песчанской) иконы Божией Матери в Измайлово, 9-я Парковая улица, 4а, тел. (495) 290-37-43

## Комментарии
1. ↑  По другим данным.[13].